# Jordi Vila i Rufas
Jordi Vila i Rufas (Barcelona, 1924 - ibídem, 12 de enero de 2011) fue un pintor y retablista español.

## Biografía
Pintor y maestro artesano retablista, era hijo del dibujante e ilustrador Joan Vila i Pujol (D'Ivori) y hermano de Francesc Vila i Rufas (Cesc), dibujante y pintor. Estudió en la Escuela Massana de Barcelona, donde más adelante fue profesor de la asignatura de Forma y Color y de la especialidad de Retablo y Policromía desde 1953 hasta su jubilación (1989). Inicialmente se dedicó sobre todo a la pintura religiosa, en formatos como retablos, murales y vidrieras; a partir de los años abandonó progresivamente la temática religiosa y empezó a innovar la técnica del retablo. 
Considerado el retablista más destacado de la segunda mitad del siglo XX en Cataluña, renovó la técnica partiendo de la tradición medieval y difundió un nuevo estilo y uso. 
Tiene obras en Llars Mundet de Barcelona, en el Centre Borja de Sant Cugat del Vallès, en la parroquia de Sant Miquel de Vallfogona de Balaguer, en la delegación de la ONCE de Barcelona y, especialmente, en la parroquia de Sant Joan de Vilassar de Mar, donde son obra suya los retablos de San Isidro (1948), Nuestra Señora del Carmen (1949), Sagrado Corazón (1950-1953) y Nuestra Señora del Rosario (1953). También hay obras suyas en el Museo del Diseño de Barcelona.
Se encargó de la dirección artística de la restauración de la Casa-Museo Modernista de Novelda  (1977) y fue autor de los mosaicos del Dulce lignum y el del cordero con el alfa y omega en la fachada de la Pasión del Templo Expiatorio de la Sagrada Familia de Barcelona (1986).
Desde 1951 realizó diversas exposiciones individual y colectivamente en Barcelona, así como en otras ciudades (Nueva York, Aviñón, París, Buenos Aires); en 2000 se le dedicó una exposición-homenaje en la Escuela Massana. Recibió diversos premios: Chicago (1960) y Primer Concurso Nacional de Arte Religioso del Hogar (1963).